# Bicornucythere
Bicornucythere is een geslacht van kreeftachtigen uit de klasse van de Ostracoda (mosselkreeftjes).

## Soorten
- Bicornucythere adunca (Brady, 1868) Hanai, Ikeya & Yajima, 1980
- Bicornucythere aequata (Herrig, 1977) Hanai, Ikeya & Yajima, 1980 †
- Bicornucythere apta (Guan, 1978) Ruan & Hao (Yi-Chun), 1988 †
- Bicornucythere donghaiensis Gou & Gong, 1989 †
- Bicornucythere elongata (Hu, 1977) Hanai, Ikeya & Yajima, 1980 †
- Bicornucythere ovalis (Hu & Cheng, 1977) Hanai, Ikeya & Yajima, 1980 †
- Bicornucythere pseudooertlii (Hu, 1982) Hu, 1986 †
- Bicornucythere secedens (Luebimova & Guha, 1960) Khosla & Nagori, 1988 †
- Bicornucythere tshelcovi (Schneider, 1971) Hanai, Ikeya & Yajima, 1980